# Černík
Černík (en allemand : Tschörnock ; en hongrois : Csornok ) est une commune du district de Nové Zámky, dans la région de Nitra, en Slovaquie.

## Histoire
La première mention écrite du village date de 1156.

## Démographie

### Évolution de la population
| Année:               | 1994. | 2004.   | 2014.   | 2024.   |
| -------------------- | ----- | ------- | ------- | ------- |
| Nombre de personnes: | 1013  | 992     | 1016    | 1058    |
| Différence:          |       | -2,07 % | +2,41 % | +4,13 % |

| Année:               | 2023. | 2024.   |
| -------------------- | ----- | ------- |
| Nombre de personnes: | 1037  | 1058    |
| Différence:          |       | +2,02 % |